# Tootsi (Põhja-Pärnumaa)
Tootsi is een plaats in de Estlandse gemeente Põhja-Pärnumaa, provincie Pärnumaa. Tot in 2017 was Tootsi een afzonderlijke gemeente met een oppervlakte van 1,8 km². De plaats heeft de status van alev (kleine stad) en was een van de elf niet-steden in Estland die als alevvald een afzonderlijke landgemeente (vald) vormden. In oktober 2017 werd Tootsi bij de fusiegemeente Põhja-Pärnumaa gevoegd.

## Bevolking
Tootsi had 744 inwoners op 31 december 2011 en 774 inwoners op 31 december 2021.

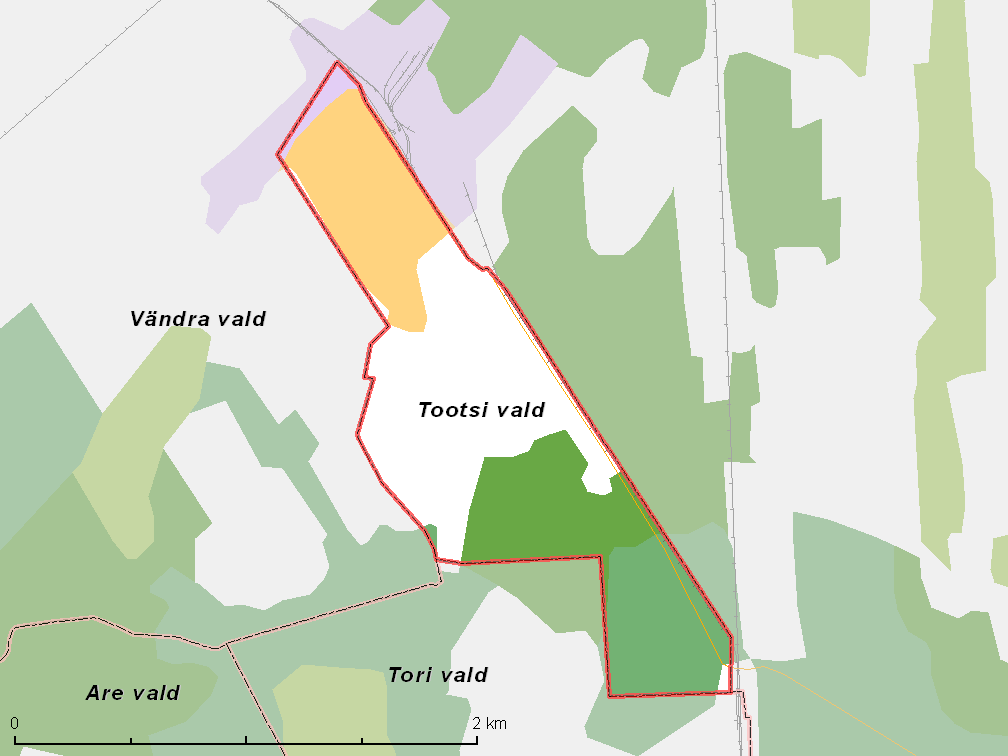
De gemeente met omliggende gemeenten, situatie begin 2017

Tootsi kwam tot ontwikkeling rond een in 1938 gebouwde turfbrikettenfabriek, die tot 2011 heeft gefunctioneerd. De plaats had een station aan de in december 2018 gesloten spoorlijn Lelle-Pärnu.

## Foto's

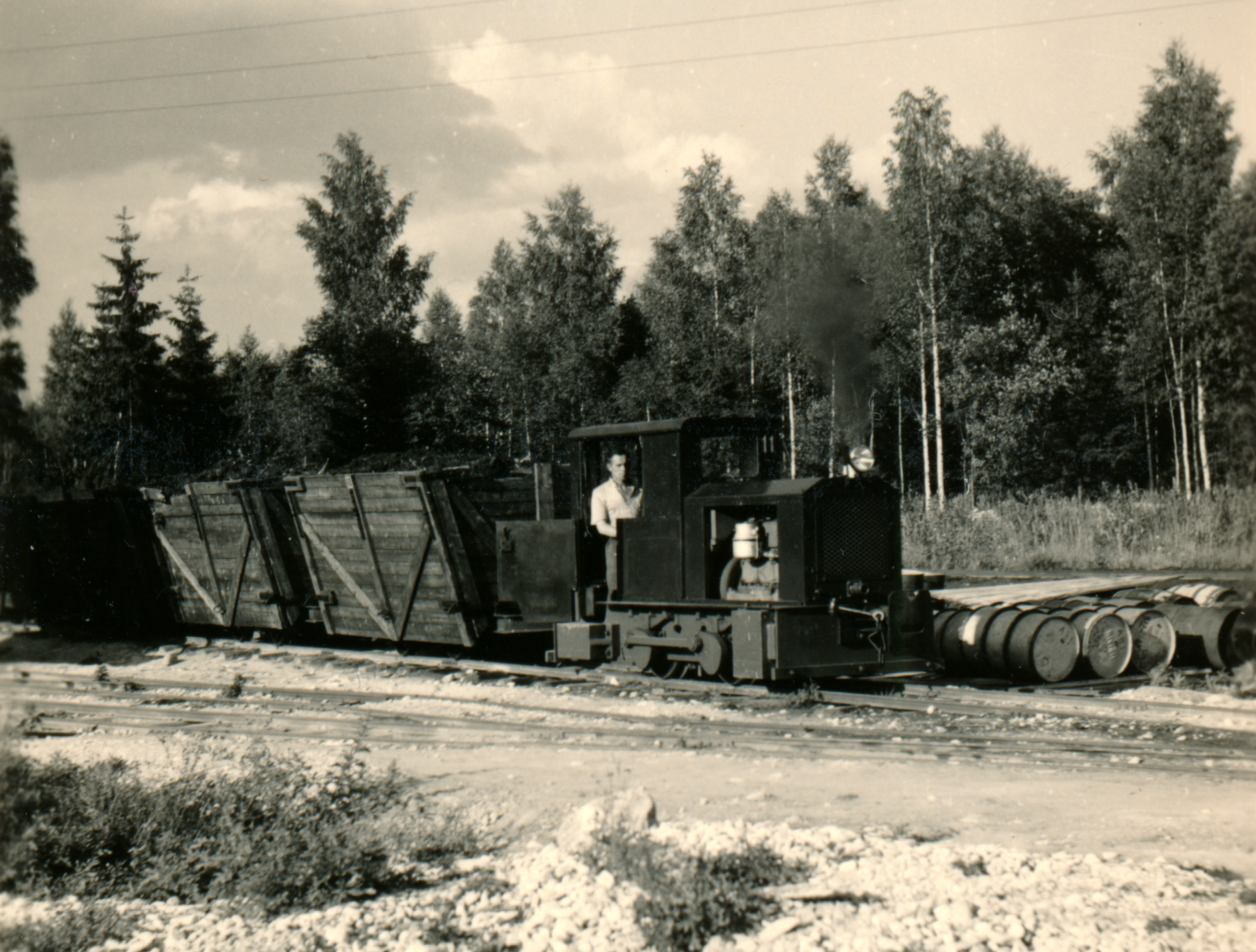
Het spoor in gebruik bij de turfbrikettenindustrie
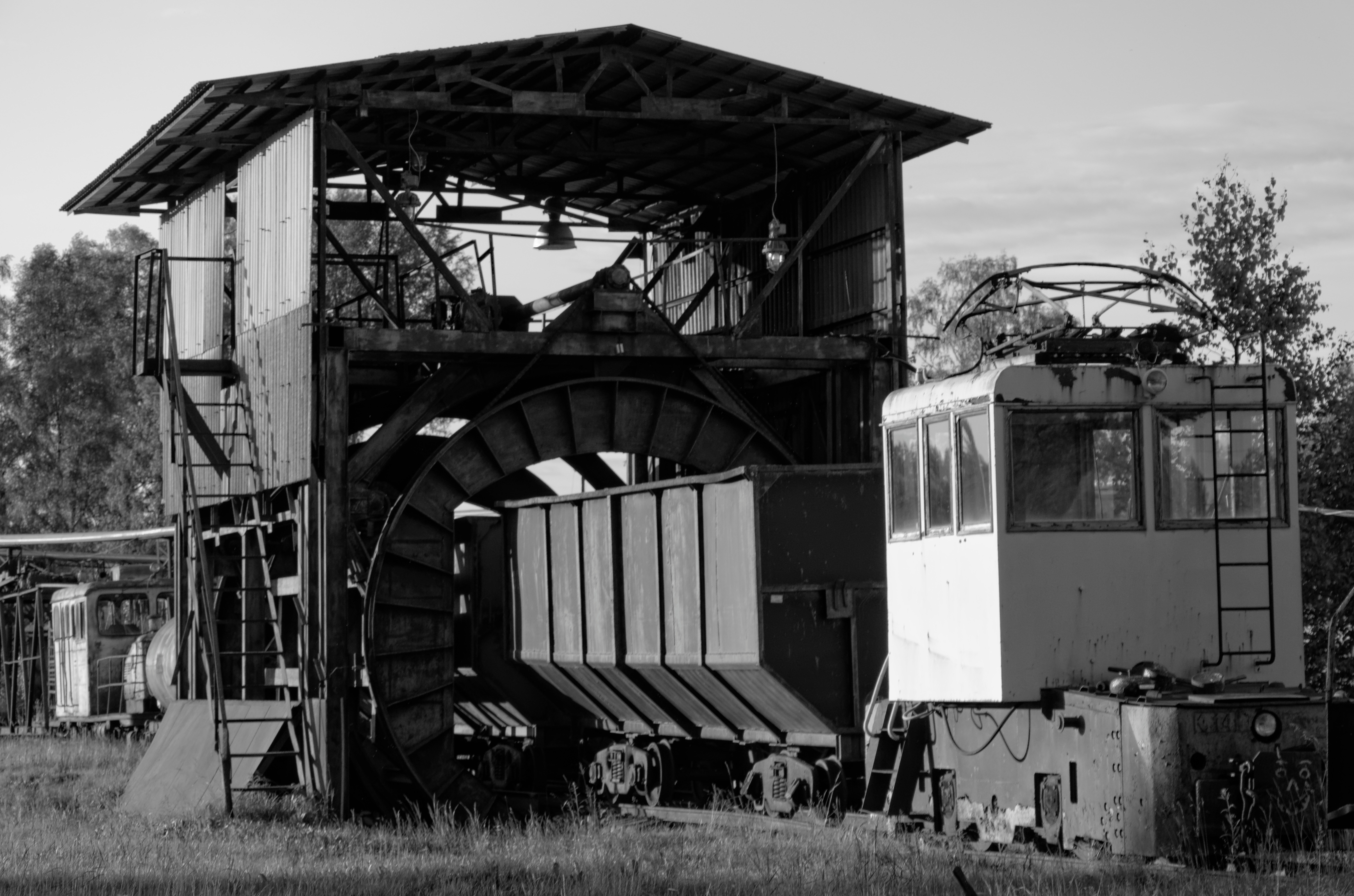
Goederenvervoer in Tootsi
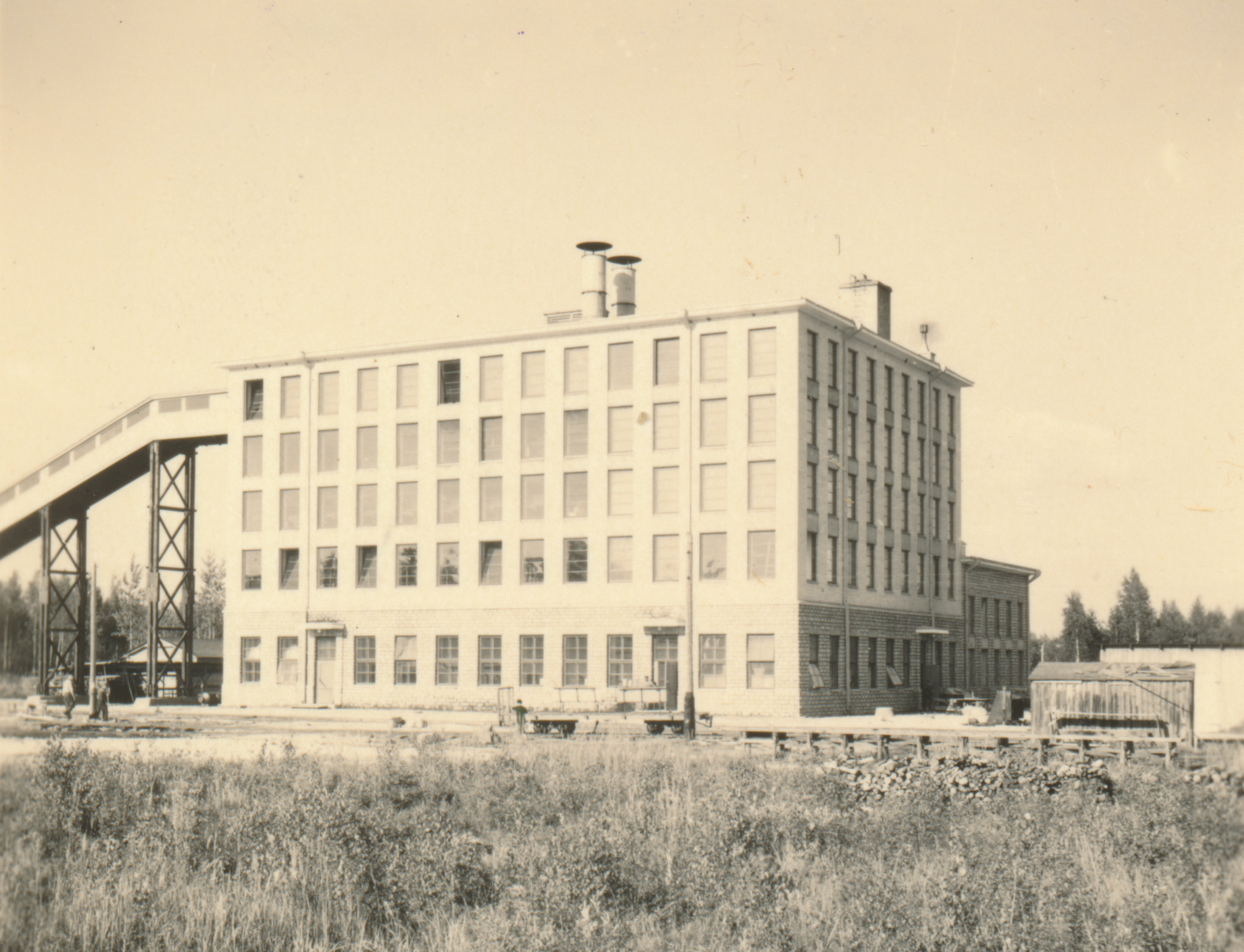
De turfbrikettenfabriek rond 1940